# Жанчипов, Булат Намдакович
Булат Намдакович Жанчипов (25 декабря 1939 — 22 марта 2020) — российский  бурятский поэт, писатель, журналист, заслуженный работник культуры Бурятии, заслуженный работник культуры России.

## Биография
Родился 25 декабря 1939 года в улусе Ульдурга Еравнинского района Бурятии. В 1970 году окончил Бурятский государственный педагогический институт имени Доржи Банзарова. После института работал учителем в школе.
Затем меняет профессию и начинает заниматься журналистикой. В Закаменске работал заместителем редактора районной газеты «Знамя труда», был корреспондентом республиканской газеты «Буряад үнэн», трудился редактором Бурятского телевидения и радио. Был автором и ведущим программы «Сагай хүрдэ», благодаря которой он побывал во всех уголках Бурятии, не раз поднимая проблемы экологии.
Автор многочисленных публикаций в республиканской и центральной прессе. В 1985 году Жанчипов был удостоен премии Союза журналистов Бурятии имени Ярослава Гашека. Был делегатом VII съезда Союза писателей РСФСР.
Долгое время являлся членом правления Союза писателей Бурятии, членом редколлегии журнала «Байгал».

### Творчество
Первые стихи Булата Жанчипова были опубликованы на страницах газет «Сталинец» и «Еравнинская правда», когда он ещё учился в школе. В 1968 году издан его первый сборник лирических стихотворений «Хээрын сэсэгүүд» (Полевые цветы). После вышли в свет поэтические сборники «Үүлэн шүхэр» (Облачный зонтик) в 1973 и «Сагаан толон» (Бурэн) в 1985 году.
Жанчипов написал 5 больших поэм. В частности, поэма «Родимая сторонка», написанная на бурятском языке, признана одной из лучших в своём жанре, включена в школьные и вузовские хрестоматии и служит учебным пособием при изучении бурятского языка подрастающим поколением.
В 1990 году издана его публицистическая книга «Благословенная наша Ульдурга». В 2007 году вышло в свет собрание сочинений в 3-х томах. Первый том «Напевы лирики» состоит из лирических стихов и 5 поэм, во втором томе «Огни очага» собраны рассказы и зарисовки, третий том «Эхо времени» включает художественные очерки, статьи о сельских тружениках, публицистику. За это собрание сочинений Булат Жанчипов был удостоен Государственной премии Бурятии.
Булат Намдакович занимался переводами. На бурятский язык он перевёл стихи великих русских поэтов М. Лермонтова, Ф. Тютчева, А. Фета, И. Бунина, С. Есенина, А. Майкова, А. Плещеева.

## Награды и звания
- Заслуженный работник культуры Бурятии
- Заслуженный работник культуры России
- Лауреат Государственный премии Бурятии (2008)
- Лауреат премии Союза журналистов Бурятии им. Я. Гашека